# Ти Ел Си
Ти Ел Си (на английски: TLC) е американска дамска R&B, хип-хоп, поп и фънк трио (по-късно дует), създадено през 1991 г. с членове Тион Уоткинс „Т-Боз“, Розонда Томас „Чил“ и Лиса Лопес „Лефт Ай“ (до смъртта си през 2002 г.)
Групата добива популярност през 90-те и началото на новото хилядолетие. Дебютният им албум „Ooooooohhh... On the TLC Tip“ е продаден в 6 милиона копия по света от него хитови са синглите Ain't 2 Proud 2 Beg, Baby-Baby-Baby и What About Your Friends. Този успех бе надминат от втория албум CrazySexyCool, който е продаден с 23 милиона копия по света. Албумът получава диамантена сертификация. Пет години по-късно през 1999 г. излиза третият албум FanMail, който дебютира под номер 1 в Billboard 200. От него са продадени 11 милиона копия, а в хитове се превръщат синглите No Scrubs и Unpretty. На 25 април 2002 г. Лопес загива в автомобилна катастрофа край Хондурас. Шест месеца по-късно е издаден четвъртият албум на групата 3D.
Списание Billboard класира TLC като едно от най-големите музикални триота. Между 1990 и 2002 групата има десет топ сингъла, четири номер едно сингъла, четири мулти-платинени албума и спечелени пет награди Грами. През 2012 г. TLC се класира на 12 място в топ 100 на най-велики жени по телевизия VH1 и като номер едно момичешка група.
През 2017 г. издават петият си албум TLC. Първоначално е бил предназначен да бъде последният им студиен албум, но по-късно изясняват, че няма да се разделят след издаването на албума и ще продължат да работят заедно.

## Дискография

### Студийни албуми
- Ooooooohhh... On the TLC Tip (1992)
- CrazySexyCool (1994)
- FanMail (1999)
- 3D (2002)
- TLC (2017)

### Компилации
- Now and Forever: The Hits (2003)
- Crazy Sexy Hits: The Very Best of TLC (2007)
- 20 (2013)

### Видео албуми
- "Ooooooohhh... On the Video Tip" (1993)
- "CrazyVideoCool" (1995)
- "Now and Forever: The Video Hits" (2004)

### Сингли
- "Ain't 2 Proud 2 Beg" (1992)
- "Baby-Baby-Baby" (1992)
- "What About Your Friends" (1992)
- "Hat 2 da Back" (1993)
- "Get It Up" (1993)
- "Sleigh Ride" (1993)
- "Creep" (1994)
- "Red Light Special" (1995)
- "Waterfalls" (1995)
- "Diggin' on You" (1995)
- "No Scrubs" (1999)
- "Unpretty" (1999)
- "Dear Lie" (2000)
- "Girl Talk" (2002)
- "Hands Up" (2002)
- "Damaged" (2003)
- "Come Get Some" (2004)
- "I Bet" (2005)
- "Gift Wrapped Kiss" (2014)
- "Haters" (2016)
- "Way Back" (2017)

## Турнета

### Самостоятелни
- FanMail Tour (1999–2000)
- 2016 Tour (2016)
- I Love the 90s: The Party Continues Tour (2017)
- Celebration of CrazySexyCool (2021–2022)

### Подгряващи
- Ню Кидс он дъ Блок – „The Main Event“ (2015)
- Whole Lotta Hits Tour (с Нели) (2019)
- Hot Summer Nights Tour (със Шаги) (2023)

## Филмография
- R U the Girl (2005)
- CrazySexyCool: The TLC Story (2013)